# Диена, Эмилио
Эми́лио Дие́на (итал. Emilio Diena; 26 июня 1860, Модена — 9 октября 1941, Рим) — итальянский филателист, специализировавшийся в области почтовых марок Италии и опубликовавший значительное число исследований на эту тему. Многие считают его «величайшим филателистом Италии». Основатель филателистической династии и основоположник систематического метода исследований в филателии.

## Вклад в филателию

### Коллекционирование
Интересы Э. Диены в области коллекционирования концентрировались на ранней итальянской филателии. Он собирал и изучал классические и редкие почтовые марки, а также занимался изучением истории почты Италии и итальянских государств, выпускавших собственные почтовые марки до объединения Италии в XIX веке.

### Филателистическая деятельность
Диена часто выступал в роли эксперта по вопросам, связанным с редкими итальянскими почтовыми марками, и входил в состав жюри многих международных филателистических выставок.

### Филателистическая литература
Эмилио Диена собрал крупную библиотеку литературы по филателии Италии, которую до сих пор хранит и поддерживает его семья в Риме. Помимо проведения филателистической экспертизы редких марок классического периода, он написал много работ по этой теме.
В дополнение к многочисленным статьям, опубликованным в филателистических журналах, Диена в 1890-е — 1930-е годы издал монографии, в которых подробно описал почтовые марки Модены (1894)[≡], Романьи (1898)[≡], Сицилии (1904), Пармы (1913) и Неаполя[≡] (1932).

## Почётные звания и награды
Э. Диена был удостоен чести войти в число филателистов, первыми поставивших свою подпись в «Списке выдающихся филателистов» в 1921 году. Он также получил медаль Линденберга в первый год её существования (в 1906 году), был награждён медалью Таплинга (Tapling Medal) в 1929 году и медалью Кроуфорда в 1934 году за свою книгу итал. «I francobolli del Regno di Napoli» («Почтовые марки Неаполитанского королевства»)[≡].
В связи с 70-летием Эмилио Диены в итальянском журнале «Филателистический курьер» была напечатана передовица, в которой отмечались его заслуги в развитии итальянской филателии:

«В течение всей Вашей безукоризненной и честной жизни мы радуемся с Вами плодотворному труду добра и доблести, который позволил Италии благодаря Вам, Вам одному, быть достойно явленной миру даже в столь скромнейшей области. Вы посвятили всю Вашу жизнь этому увлечению и принесли нам ещё большее благо…»
Оригинальный текст (итал.)"…ci rallegriamo con Voi per tutta la Vostra vita intemerata e pura, per l’opera feconda di bene e di virtù, che ha permesso all’Italia, per Voi, e per Voi solo, di figurare degnamente nel Mondo, anche in questo modesto campo. Voi avete consacrato la Vostra intera vita a questa passione e ci avete dato un beneficio ancor maggiore…"
В 2006 году Э. Диена был посмертно избран в Зал славы Американского филателистического общества.

## Наследие и память
Семья Диены продолжила его работу в области итальянской филателии. В 2001 году внук Эмилио Диены, Энцо Диена, был включён в Зал славы Американского филателистического общества.
В 1968 году выходила серия из восьми марок Лихтенштейна в честь великих филателистов, на одной из которых был запечатлён Э. Диена. В 1989 году в Италии была выпущена почтовая марка по случаю Дня филателии, номиналом в 500 лир (Sc #1793), на которой был помещён его портрет. Эта миниатюра увековечила память Эмилио Диены на его родине[≡].

## Избранные труды
Эмилио Диене принадлежат следующие основные труды по итальянской филателии:
- I francobolli del Ducato di Modena. — Società Tipografica Modenese, 1894. (итал.) [Почтовые марки Моденского герцогства.][^]
- Les timbres postes des Romagnes. — Moens, 1898. (фр.) [Почтовые марки Романьи.][^]
- Catalogo storico descrittivo dei francobolli d’Italia. — Genova, 1923. (итал.) [Исторический описательный каталог почтовых марок Италии.]
- I francobolli del Regno di Napoli. — Milano, 1929. (итал.) [Почтовые марки Неаполитанского королевства.][^]

- Примеры работ Эмилио Диены по филателии итальянских государств
- О почтовых марках Моденского герцогства (1894)[≡]
- О почтовых марках Неаполитанского королевства[≡] (1932)